# ヤン・ゼレズニー
ヤン・ゼレズニー（チェコ語:Jan Železný、1966年6月16日 - ）は、チェコ共和国出身の元陸上選手で、男子やり投の世界記録保持者。

## 経歴・人物
1987年での世界陸上やり投銅メダルを皮切りに、オリンピック3連覇を果たすなど長期にわたり世界のトップレベルを維持し続けた。
1996年のアトランタ五輪優勝後、MLBアトランタ・ブレーブスのトライアウトを受ける。投球では球速136km/hを記録し、遠投では135m以上を投げるパフォーマンスを見せたが、元々野球の経験や知識はほとんど無く、実際に契約は行われず単なる話題作りで終わっている。
2004年アテネオリンピックで9位に終わったのちに一旦は引退を表明するが、その後に撤回した。2006年欧州選手権では3位に入っている。2006年9月19日、地元チェコでのエキシビション大会を最後に現役を引退した。世界歴代記録トップ10傑のうち、5傑はゼレズニーの記録である。
引退試合でラストスローを飾ったスタジアムは、ゼレズニー・スタジアムと呼ばれるようになった。

## 主な成績
- 1987年 世界陸上 やり投 銅メダル
- 1988年 ソウルオリンピック やり投 銀メダル
- 1992年 バルセロナオリンピック やり投 金メダル
- 1993年 世界陸上 やり投 金メダル
- 1995年 世界陸上 やり投 金メダル
- 1996年 アトランタオリンピック やり投 金メダル
- 1996年 ヨーロッパ・アスリート・オブ・ザ・イヤーに選出される
- 1997年 世界陸上 やり投 9位
- 1999年 世界陸上 やり投 銅メダル
- 2000年 シドニーオリンピック やり投 金メダル
- 2000年 2度目のヨーロッパ・アスリート・オブ・ザ・イヤーに選出される
- 2001年 世界陸上 やり投 金メダル
- 2003年 世界陸上 やり投 4位
- 2004年 アテネオリンピック やり投 9位